# Цевен
Цевен (нем. Zeven) — город в Германии, в земле Нижняя Саксония.
Входит в состав района Ротенбург-на-Вюмме. Подчиняется управлению Цевен. Население составляет 13 448 человек (на 31 декабря 2010 года). Занимает площадь 73,9 км². Официальный код — 03 3 57 057.